# آغل

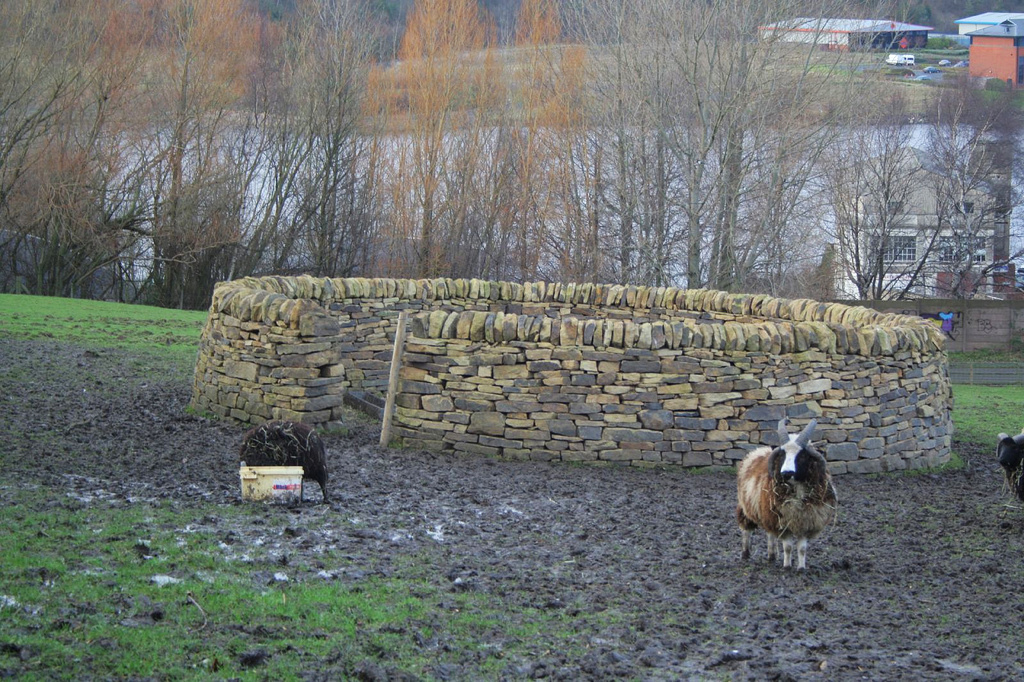
گوسفند در نزدیکی آغل گوسفند سنگی، یکی از قدیمی‌ترین انواع محوطه دام

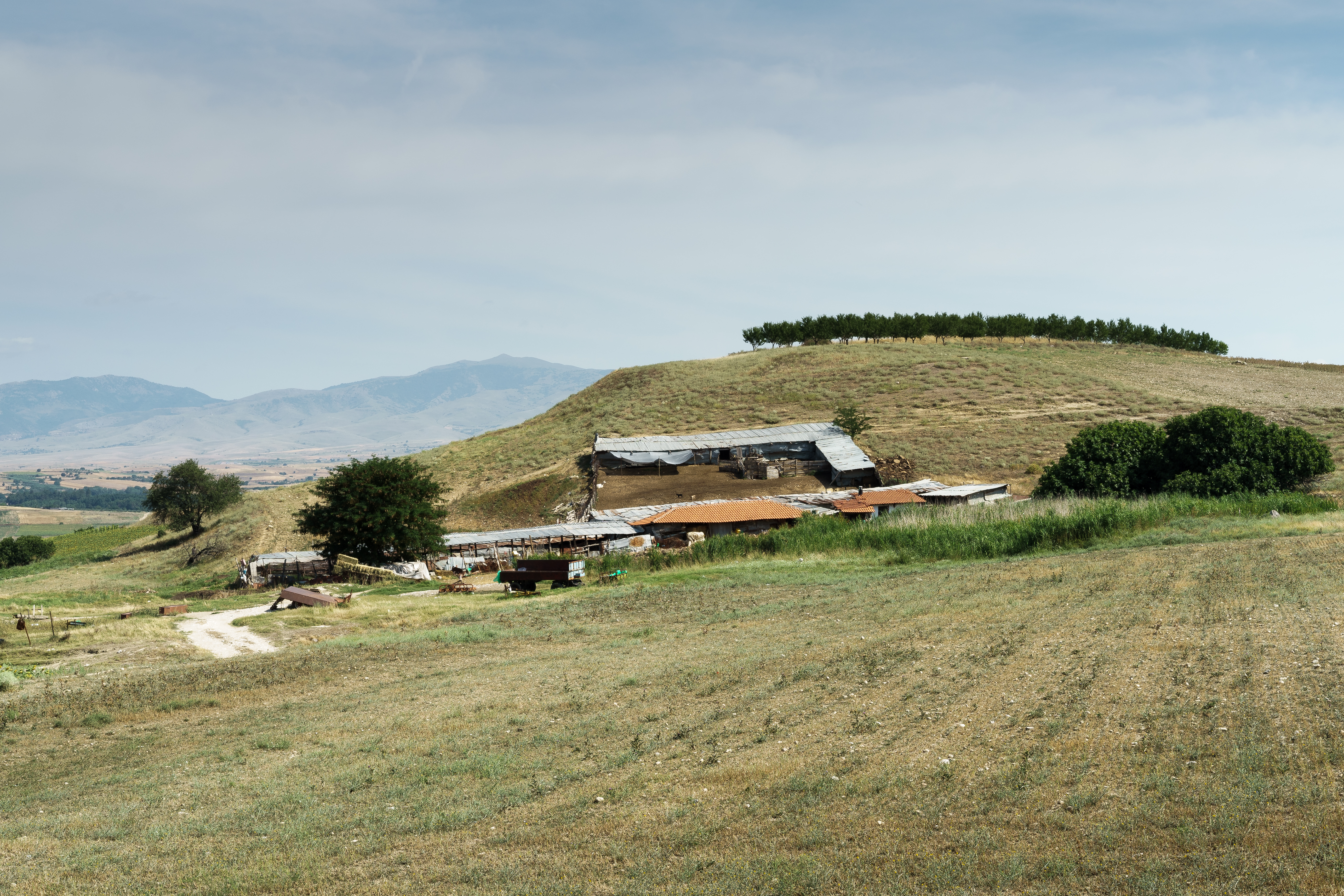
آغل برای بزها در مقدونیه

آغُل (به انگلیسی: pen) محفظه ای برای نگهداری دام است. همچنین ممکن است به عنوان یک اصطلاح برای محوطه ای برای حیوانات دیگر مانند حیوانات خانگی که در داخل خانه ناخواسته هستند استفاده شود. این اصطلاح انواع محفظه‌هایی را توصیف می‌کند که ممکن است یک یا چند حیوان را محدود کند. ساخت و ساز و اصطلاحات بسته به منطقه جهان، هدف، گونه‌های حیوانی که باید محدود شوند، مواد محلی مورد استفاده و سنت متفاوت است. آغل (به انگلیسی: Pen یا penning) به عنوان یک فعل به عمل محدود کردن حیوانات در یک محوطه اشاره دارد.
اصطلاحات مشابه kraal ,boma و corrals هستند. دایرةالمعارف بریتانیکا به استفاده از اصطلاح «کرال» برای صحراهای فیل در هند، سریلانکا و تایلند اشاره می‌کند.

## استرالیا و نیوزلند
در استرالیا و نیوزیلند، آغل یک محوطه کوچک برای دام‌ها (به ویژه گوسفند یا گاو) است که بخشی از یک ساختمان بزرگتر است، به عنوان مثال آغل گوساله، آغل گوسفند یا گاو در حیاط‌ها (در حیاط)، یا آغل در سولهی نگهداری حیوانات. در زبان انگلیسی استرالیایی و نیوزیلندی، یک پادوک ممکن است یک منطقه چرای بزرگ و حصارکشی شده به وسعت چندین هکتار را دربر گیرد، که نباید با استفاده انگلیسی آمریکایی از پدوک به عنوان جایگزین با آغل، که مناطق کوچکتر و محدودتر را توصیف می‌کند، اشتباه گرفته شود.

## بریتانیا
در زبان انگلیسی بریتانیایی، به آغل گوسفندی فولدینگ (به انگلیسی: folding), sheepfold یا sheepcote نیز گفته می‌شود. چوپانان مدرن معمولاً از اصطلاحاتی مانند آغل بسته یا محبوس برای آغل‌های کوچک گوسفند استفاده می‌کنند. بیشتر سازه‌هایی که امروزه به آنها گوسفند دان (به انگلیسی: sheepfolds) گفته می‌شود، نیم دایره‌های سنگی (سازه‌های سنگی خشک) (به انگلیسی: dry stone) باستانی هستند.

## هندوستان
اصطلاح کِرال (به انگلیسی: Kraal) برای یک محوطه [نگهداری] فیل استفاده می‌شود، مانند زندانی کردن فیلی که در سال ۲۰۲۰ دو روستایی را در منطقه ببر کانها مجروح کرده بود.

## سری‌لانکا
پانامورِ یک شهر محصور و مرتبط بود که در سال ۱۸۹۶ در جنگلی متعلق به فرانسیس مولامور تأسیس شد، جایی که ۱۰ فیل وحشی در آن جمع‌آوری شد، آخرین مورد در سال ۱۹۵۰ بود. اصطلاح کِرال (به انگلیسی: kraal) به محوطه و به یک محل جمع‌آوری/شکار اشاره دارد.

## تایلند
کرال فیل آیوتایا، در مرکز استان آیوتایا، متعلق به دهه ۱۵۰۰ است. آخرین جمع‌آوری فیل‌های وحشی در سال ۱۹۰۳.

## ایالات متحده
در ایالات متحده، اصطلاح آغل معمولاً محفظه‌های کوچک در فضای باز برای نگهداری حیوانات را توصیف می‌کند. اینها ممکن است برای محصور کردن دام یا حیوانات خانگی باشد که نمی‌توان آنها را در داخل خانه نگه داشت. آغل‌ها را می‌توان بر اساس هدفشان نامگذاری کرد، مانند آغل نگهدارنده، که برای حبس کوتاه‌مدت استفاده می‌شود. آغل برای گاو را می‌توان کِورال (به انگلیسی: corral) نیز نامید که این اصطلاح از زبان اسپانیایی به عاریت گرفته شده‌است. گروه‌هایی از آغل‌ها که بخشی از یک مجتمع بزرگ‌تر هستند را می‌توان دامداری نامید که در آن مجموعه‌ای از آغل‌ها تعداد زیادی از حیوانات را در خود جای می‌دهند، یا آغلی که نوعی حیاط است که برای محدود کردن حیواناتی که در حال پرواربندی هستند استفاده می‌شود. یک آغل بزرگ برای اسب‌ها پَدِک (به انگلیسی: paddock) (در شرق ایالات متحده) یا کِورال Corral (در غرب ایالات متحده) نامیده می‌شود. در برخی مکان‌ها، ممکن است یک عرصه نمایشگاهی، آغل نمایش نامیده شود. یک آغل کوچک برای اسب‌ها (از هر طرف بیش از ۱۵ تا ۲۰ فوت [۴٫۵ تا ۶ متر] نباشد) تنها در صورتی به عنوان آغل شناخته می‌شود که فاقد سقف یا سرپناه باشد، در غیر این صورت به آن غرفه [حیوانات] (به انگلیسی: Stall)[Animal] می‌گویند و بخشی از اصطبل است. به یک منطقه حصارکشی شده بزرگ با تعداد هکتارها زمین، چراگاه یا در برخی موارد مرتع می‌گویند.

### کِورال‌های قابل توجه
چندین کِورال قابل توجه در ایالات متحده شناخته شده‌است، از جمله بسیاری از آنها که در فهرست ملی مکان‌های تاریخی، به صورت دست نخورده یا به صورت ویرانه، فهرست شده‌اند.

## سایر مناطق
آغل‌های اولیه در آفریقای جنوبی کرال (به انگلیسی: Kraals) نامیده می‌شوند. Keddah اصطلاحی است که در هند برای محفظه‌ای که جهت به دام انداختن فیل‌ها ساخته شده‌است به کار می‌رود، در سیلان کلمه‌ای که به همین معنی به کار می‌رود کورل (به انگلیسی: corral) است. در اندونزی به آن کاندانگ (به انگلیسی: kandang.) می‌گفتند.

## آغل تمرین

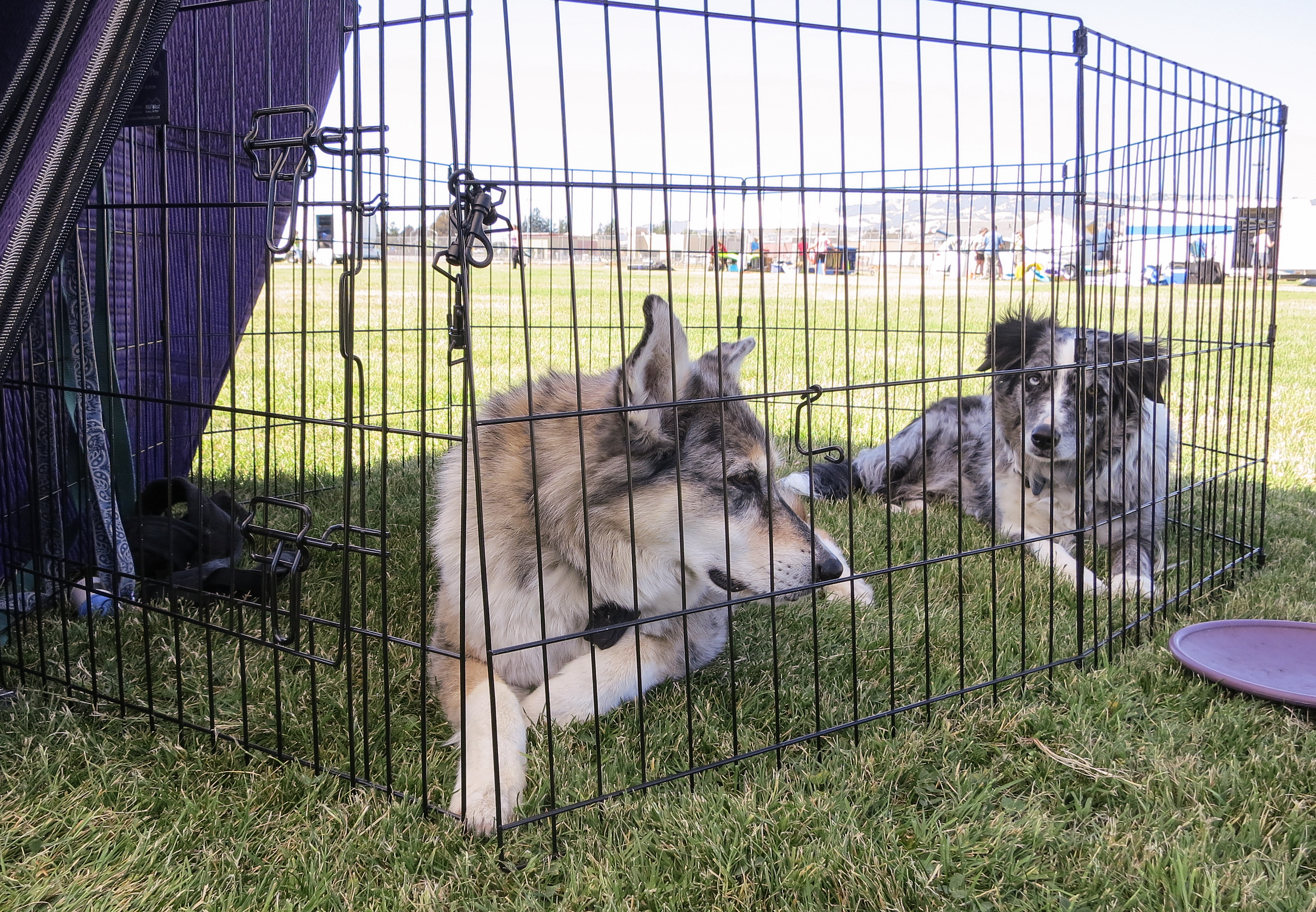
آغل سیمی قابل حمل تاشو

برای حیوانات خانگی، حصار تاشو تخصصی که به عنوان آغل تمرینی (به انگلیسی: exercise pen)، آغل-ایکس (به انگلیسی: x-pen) یا آغل-ای‌ایکس‌ (به انگلیسی: ex-pen) شناخته می‌شود، برای احاطه کردن منطقه‌ای استفاده می‌شود، معمولاً در فضای باز اما نه همیشه، که در آن حیوانات می‌توانند آزادانه حرکت کنند. آنها معمولاً برای سگ‌ها استفاده می‌شوند، مانند دادن فضای بیشتری به توله‌ها یا سگ‌های بالغ نسبت به جعبه‌های سگ، اما می‌توانند برای خرگوش‌ها و حیوانات دیگر نیز استفاده شوند. آغل‌های ورزشی معمولاً از سیم محکم ساخته می‌شوند، اما می‌توانند پلاستیکی یا چوبی نیز باشند.
اسب‌ها، در طول تمرین، اغلب در یک آغل گرد تمرین می‌شوند که گاهی به آن آغل تمرینی نیز گفته می‌شود.

## آغل جفت‌گیری
آغل جفت‌گیری به این معنی است که، در حالت ایدئال، گروهی از ماده‌ها به آغل نر آورده می‌شود و او در حالی که در آغل هستند به همه آنها خدمات می‌دهد. این سیستم جفت‌گیری کم زحمت‌ترین است زیرا ماده‌ها به دلخواه خود رها می‌شوند تا جفت‌گیری کنند. این جفت‌گیری از نظر قدرت و کارایی نر نیز کمترین کارایی را دارد زیرا آنها از نظر اعمال قدرت خود نیازی به انجام کار زیادی ندارند.

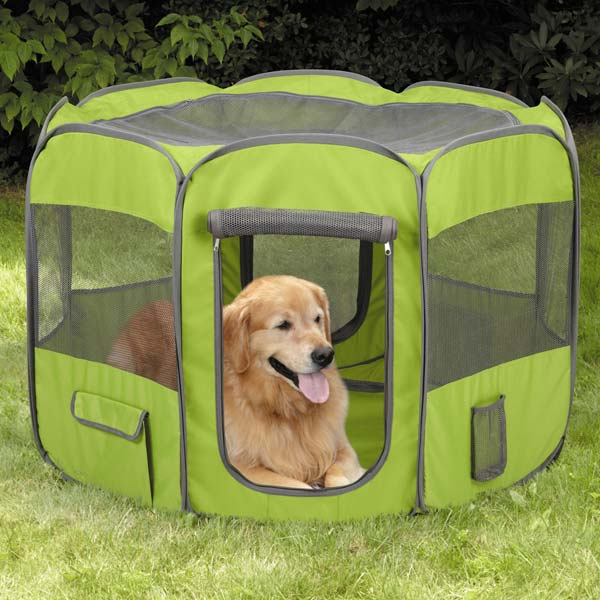
آغل تمرینی نرم